# Golnay
 (février 2017).
Si vous disposez d'ouvrages ou d'articles de référence ou si vous connaissez des sites web de qualité traitant du thème abordé ici, merci de compléter l'article en donnant les références utiles à sa vérifiabilité et en les liant à la section « Notes et références ».
Le Golnay est un ruisseau de Belgique, affluent de la Salm faisant partie du bassin versant de la Meuse. Il coule en province de Luxembourg et en province de Liège.

## Parcours
Ce ruisseau ardennais prend sa source à l'altitude de 505 m dans le village d'Ottré dans la commune de Vielsalm. 
Après avoir arrosé Joubiéval, il franchit la route nationale 89 Baraque de Fraiture - Salmchâteau, fait une incursion en province de Liège en passant au sud de Petit-Sart et Grand-Sart dans la commune de Lierneux. Le Golnay rentre en province de Luxembourg, passe sous le hameau de La Comté avant de rejoindre après un parcours d'environ huit kilomètres la Salm au centre de Salmchâteau à une altitude de 375 m. 
Des prairies marécageuses bordent souvent les rives du Golnay. On peut y voir des aulnes glutineux, des saules marsault ainsi qu'une flore de marécages.